# Tolba
- Per la classe social dels tolbes (singular tolba) del Magreb vegeu Zouaïa

Tolba és una vila i municipi de la Baixa Ribagorça d'administració aragonesa, situada a la vall del riu de Queixigar.

## Lavila
Tolba s'alça a 696 m d'altitud, en un coster damunt la riba dreta de l'encaixat riu de Queixigar, enfront de l'aiguabarreig amb la riera de Viacamp, damunt un glacis d'erosió. Les cases es distribueixen sense cap pla en carrers sinuosos entorn de l'església parroquial de Nostra Senyora del Puig, edifici d'estructura barroca amb la façana completament renovada al principi del segle xx, quan li fou incorporada una notable portalada i finestral romànics procedents de l'església de Falç (portalada amb arquivoltes amb dibuix geomètric, impostes florals, capitells zoomòrfics, àngels i dues cantoneres amb un animal i una dona a punt de ser devorada per un monstre; a la façana, dos lleons i un monograma de Crist). Hi ha piscines i l'escola es reobri el 1990 després de 12 anys d'estar tancada.

## El terme
El terme municipal de Tolba (grafiat tradicionalment Tolva) ha tingut des d'antic 30,64 km² d'extensió, fins a l'annexió el 1969 del de Lluçars amb el qual l'extensió total és de 59, 13 km². L'antic terme s'estén a la vall mitjana del riu de Queixigar, que creua el territori de N a S, entre els contraforts orientals de la Serra del castell de Llaguarres i la sortida del congost de Siscar. Aquest s'obre pas a través dels contraforts occidentals de la serra de Montgai o Montsec d'Estall, que s'alça fins a 1028 m a l'extrem SE del terme, als Cunyols, i que constitueixen el petit massís de Falç, de roques calcàries oligocèniques damunt un sòcol paleocènic, travessat pel riu en gorges epigèniques. La riera de Viacamp i el barranc de Sant Cristòfol aflueixen al riu de Queixigar per l'esquerra, i el Riu Sec per la dreta.
La vila de Tolba era i continua essent el centre administratiu del municipi, que en el seu terme tradicional comprenia a més la caseria de Corones, el despoblat i antic castell de Falç, el llogaret de les Segarres Baixes i diverses masies. Limitava amb els termes o antics termes de Benavarri (W), Lasquarri (NW), Lluçars (NE), Viacamp (SE), i Calladrons (S). L'eix principal de comunicacions és la carretera N-230 de Lleida a la Vall d'Aran, procedent de Benavarri i que es dirigeix vers el Pont de Montanyana, que en aquest sector coincideix amb la comarcal C-1311 de Graus a Benavarri i a Tremp. En surt una carretera local vers Lluçars que es continua vers el N.

## Economia
Els terrenys erms agafen un 5% de la superfície; els conreus, el 15%, i els erms aprofitats per pastures, el 32%. A finals del segle xx van estar replantades un centenar d'àrees de bosc (amb les quals arriba al 6%). El paisatge ofereix un bon exemple d'open field cerealer, interromput només per algunes terrasses d'oliveres. Va existir una cooperativa agrària, "Santa Anastasia", que es va dissoldre el 2016. Pel que fa al règim de propietat, amb anterioritat a l'any 2000, un 73% de les terres censades eren explotades directament i un 18% en arrendament. Actualment, com a conseqüència de l'envelliment de la població activa, la tendència s'ha invertit. Les terres de regadiu tenen escassa importància. Antigament, per al reg s'aprofitaven pous artesans, petits corrents d'aigua del riu de Viacamp i alguns barrancs que aflueixen al riu Queixigar. Actualment gairebé han desaparegut les terres de regadiu com a conseqüència de manca de mà d'obra per a aquests menesters i per la sobreexplotació de rius i barrancs amb destinació a la ramaderia. La superfície llaurada es distribueix entre el cultiu del cereal, amb predomini de l'ordi, gira-sol, una mica de blat. Pràcticament ha desaparegut el cultiu de farratges com pipirigall ("esparceta") i alfals. Gairebé no acaben de quedar oliveres, ametllers i vinya, cultius que el 1960-1970 encara aconseguia un 6 %.
El clima és adequat per al cultiu de nogueres i és fàcil trobar de tant en tant arbres autòctons. Actualment alguns veïns han procedit a repoblar petites parcel·les amb noguera de califòrnia. També és típic de la zona l'arbre del codony, encara que actualment els arbres que creixen són silvestres i no es recull la fruita. Altres arbres fruiters autòctons són el de les magranes, les figueres o els xinxoleros. Actualment és possible trobar un nombre significatiu de parcel·les repoblades amb alzines, nogueres i roures micorizats per a la producció de tòfona negra.
La ramaderia ovina, antic complement tradicional de l'economia agrària, pràcticament ha desaparegut com a tal, l'última explotació industrial, que combinava el pasturatge amb naus de cria i engreix, va cessar la seva activitat per jubilació el 2016. El bestiar porcí és típic del municipi. Antigament existien moltes explotacions familiars, però actualment només en queda una de grans dimensions. Aquesta explotació comptava amb un dels primers càmpings de cria a l'aire lliure d'Espanya. Fins fa uns anys era també possible trobar explotacions de bestiar boví (vedell d'engreix) i explotacions familiars, de mida petita, per a la cria de conill.
Hi havia hagut una petita indústria tèxtil, molins de farina i oli; a més d'una important factoria de destil·lació d'espígol, ja desapareguda. D'això se'n dedueix la riquesa de la zona en plantes aromàtiques típicament mediterrànies (romer, farigola, espígol, saponària, berbena,....).
Hi ha un vedat de caça (senglar, guatlla, llebre,...), actualment d'explotació privada, que distribueix sota pagament les llicències de caça, i és la responsable de garantir, si cal, la repoblació i la preservació d'aquesta fauna a per evitar-ne l'extinció.
Altres fonts d'ingressos són la recol·lecció de mel i la de la tòfona. Hi ha diverses explotacions apícoles totalment modernitzades i capaces de proporcionar mel de romaní i de "mil flors" de primera qualitat. Utilitzen ruscs d'alces i practiquen la transhumància dins l'àrea delimitada per les autoritats sanitàries (ADS de Barbastro) que en controlen la producció. Al municipi hi ha dos hivernacles dedicats al cultiu d'avellaners, roures i alzines micorizades amb tuber melanosporum (tòfona negra).
El poble compta amb una indústria artesanal de xocolates i caramels de molt bona qualitat. També amb negoci artesanal d'articles decoratius. Com a negoci en el sector dels serveis cal destacar la "fleca de Tolva", famosa pel pa, les coques i les magdalenes. El seu prestigi es remunta abans de la guerra i els seus productes tenen fama a nivell nacional. Des del 2009 el poble compta amb un restaurant.
Per la tardor és punt de partida per als boletaires ja que als municipis propers hi ha extenses zones de pinar que atrauen moltes persones a l'època de la recol·lecció de bolets, principalment rovellons i llenegues.
La zona és eminentment turística. Tolva està situada a la carretera nacional que uneix Lleida amb Viella i és utilitzada com a zona de descans de molts viatgers (esquiadors, viatjants,..). Compte amb un bon sistema de comunicació amb la resta d'Espanya a través de Lleida. L'empresa ALSA té dos autobusos d'anada i dos de tornada diaris.
La temperatura mitjana anual és de 11,7° i la precipitació anual, 640 mm.

## Història
Hom ha identificat Tolva amb la seu visigòtica d'Hictosa, cosa improbable, però és més versemblant que es tracti de Tolobis, ciutat dels jacetans esmentada per Pomponi Mela i per Ptolemeu, que devia ser prop de l'antiga via romana que passava pel coll de Viacamp vers la Terreta. De fet, hi ha un important jaciment romà en un camp de conreu vora la vila. Però a l'alta edat mitjana la població es concentrà entorn dels murs protectors del castell de Falç, que esdevingué el principal establiment del terme. Vers la fi del segle XI s'anà desplaçant vers Tolba, és ben situat per als conreus, i el1130 es consagrà la primitiva església. La universitat o comú de Tolba i Falç tenia el 1381 48 focs, que havien baixat a 17 el 1495.

## Entitats de població
- El despoblat de Falç es troba en un esperó rocós a la confluència del Riu Sec amb el de Queixigar, a l'entrada del congost de Siscar, en una situació estratègica, hi ha les restes de l'antic castell de Falç molt semblant al de Mur (segle XI), i de l'antiga església parroquial de Sant Just i Sant Pastor, que fou un interessant edifici romànic (Madoz parla encara a mitjan segle XIX de la magnifica església de Falç), avui completament arruïnat, amb l'esvoranc, al mur W, de la porta i la finestra traslladades a Tolba. El castell de Falç, conquerit per Arnau Mir de Tost en feu pel rei d'Aragó, fou llegat per a la seva filla Letgarda i el seu net Guerau el 1072. Després s'establí a la seva església una comunitat de canonges regulars regida per un abat (cosa que explica l'aspecte monumental que tingué l'església), però no tingué continuïtat i el 1161 el bisbe de Lleida subordinà l'església al prior de Roda.[2]

- L'antic terme de Lluçars,[4] de 28.49 km² d'extensió, fou municipi independent fins al 1969 que fou annexat al de Tolba, és situat a la vall mitjana del riu Queixigar, que travessa el territori de N a S encaixat entre la serra de l'Ametllera (W), continuació vers llevant de la Serra del castell de Llaguarres, que arriba ací a 1.104 m al límit amb Lasquarri i a 904 al Tossal Gran, i a la serra de l'Almunia (1.109 m al trifini amb el Pont de Montanya i Viacamp), a llevant, que forma la divisòria d'aigües entre el riu Queixigar i la Noguera Ribagorçana. El riu entre al terme a l'alçada de la Pedra Negra al N i per migdia arriba fins al barranc de la Cova de Viola, que aflueix per la dreta (rep també altres barrancs d'escassa entitat). El territori comprèn els últims replans de gres i, sobretot, badlands i el glacis d'erosió format pel riu i els barrancs.

L'antic terme comprenia, a més el poble de Lluçars, que era el cap del municipi, el llogaret de l'Almúnia de Sant Llorenç i la quadra de l'Avellana. Els límits eren amb el termes o antics termes de Viacamp (SE), Tolba (SW), Lasquarri (NW), Castigaleu (N), de la Baixa Ribagorça. Es comunica des de Lluçars per una pista asfaltada vers Tolba (on enllaça amb la N-230 de Lleida a la Vall d'Aran.
Els terrenys improductius constituïen a finals del segle XX el 6% del terme; els de conreu, el 12%, i els erms deixats per pastures, el 34%; a la resta només hi ha el 6% de boscs (pins resinosos) i 50 ha de queixics o roures, alzines i boixos, però la vegetació és molt degradada i arreu predomina el coscoll i el matollar. Els béns col·lectius són escassos i les institucions comunitàries són poc arrelades i ni tan sols per al reg dels horts (8 ha), ja que cada pagès s'ocupa de les seves séquies i pous, generalment molt primitius. Les terres de conreu en relació amb els béns individuals són el 14% i el 75% en la seva estructura interna; la grandària mitjana de les explotacions és de 80 ha. Els conreus són els propis de la policultura d'interfluvi. La superfície llaurada es distribueix entre cereals, que tenen un 80% (40% de blat i 60% d'ordi), els farratges, amb un 9% (principalment esparcet), i els conreus llenyosos, malgrat que han estat força abandonats, tenen encara un petit tant per cent, sobretot les oliveres plantades als bancals dels vessants. La resta es deixa per a guaret. El 1961 la Vedada de la Parrella (229 ha) fou venuda al Patrimoni Forestal.
L'activitat econòmica més important és la ramaderia de bestiar oví i porcí. Els ovins, malgrat que han minvat, són encara importants i resten pocs ramaders. El porcí, va mantenint un desenvolupament, és reparteix en explotacions familiars. La funció de Lluçars de petit centre comercial de la vall de Queixigar va anar minvant fins ésser absorbida per Benavarri.
En època moderna la població assolí un màxim el 1860, amb 446 h, però ja el 1900 havia baixat a 203. Es recuperà fins a 290 h el 1930, però la tendència després de la darrera guerra civil ha estat negativa: 257 h el 1950, 213 el 1960, 91 el 1970, dels quals 72 a Lluçars, que el 1981 eren uns 42 (l'antic terme el 2020, en totalitza 24).
El poble de Lluçars s'assenta al mig del terme, a 786 m d'altitud, al marge dret del riu Queixigar, entre els seus petits barrancs afluents de Riasol i de Santa Maria, en un indret on els terrenys de conreu prenen una certa amplitud, Sobre el tossal que domina el poble (823 m) per ponent i ha les restes de l'antic castell de Lluçars, amb una esvelta torre de planta quadrada amb un triangle adossat, de quatre plantes i dues fileres de finestres (segle XI). L'església parroquial està dedicada a Sant Cristòfol, és un dels exemplars romànics destacats (segle XII) de la comarca, encara que modificat: té tres naus amb voltes de canó separades per columnes (els capitells amb motius escultòrics vegetals i zoomòrfics), un absis i dues absidioles amb fris escacat i mènsules ornades, porta petita i àbac amb figures elementals, timpà amb creu, lletres i dibuixos; el campanar, més modern, és de torre quadrada. Ha estat declarada monument històric-artístic. La capella de Santa Maria, al fossar, és també romànica, però anterior (segle XI), i té la planta rectangular i volta de canó. Enlairada a ponent de Lluçars, ja als vessants de la serra de l'Ametllera, hi ha l'ermita de Sant Benet, edifici de pedra, amb un atri i campanar de planta quadrada amb coberta piramidal, on es fa una processó per Pasqua.
- L'Almúnia de Sant Llorenç, poble situat entre el riu de Queixigar i la Noguera Ribagorçana.[5] Situat a l'extrem NE del terme, als vessants septentrionals de la serra del seu nom. Hi ha una petita capella de Sant Llorenç amb portal adovellat. L'any 2020 tenia un sol habitant. (INE 2020)[2]

- A l'extrem NW del terme, a l'altre costat del riu de Queixigar, es troba L'Avellana, antiga quadra,[6] que fou del domini jurisdiccional del capítol de Roda d'Isavena el 1843. La seva església de Santa Magdalena o de la Mare de Déu de l'Avellana és un interessant edifici de pedra, de construcció gòtica (capçalera poligonal, volta de creueria i campanar d'espadanya).[2]

- Corones. Poble situat al vessant sud de la serra del castell de Llaguarres.[7]

- Segarres Baixes, llogaret situat a 780 metres d'altitud.[8] Té una població de 17 habitants.[2]

## Llocs d'interés

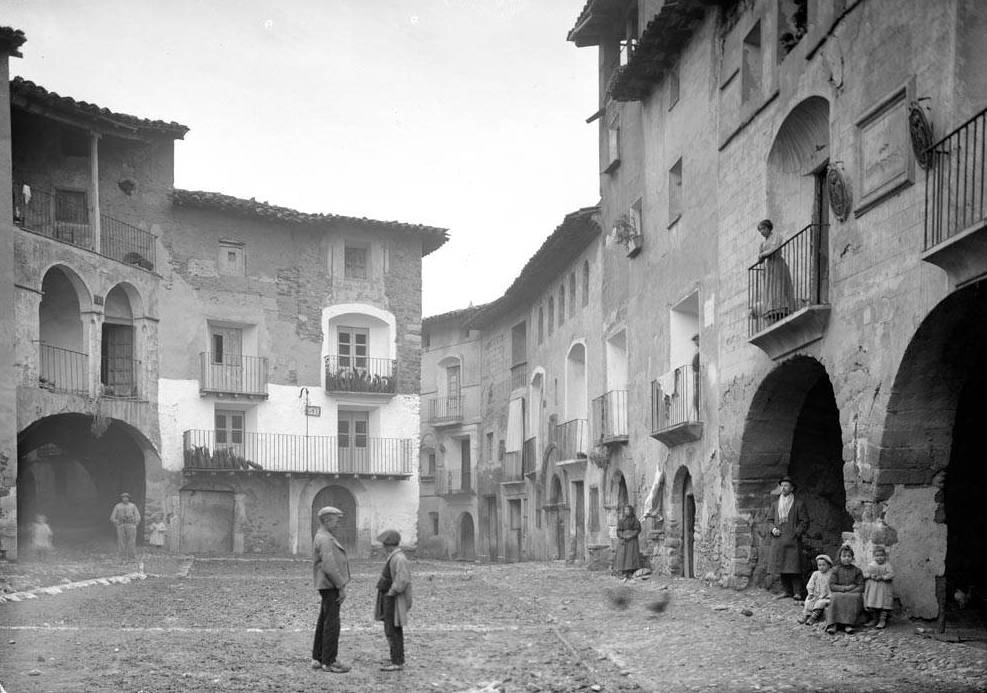
La plaça Major de Tolba el 1911

- Castell de Lluçars. L'any 1292 Jaume II incorporà aquest castell a la baronia de Castre.[9] Es conserven les ruïnes de l'antic castell.[10] La torre va ser reformada el 2010, es tracta de la construcció d'aquest tipus de més alçada de tota la província d'Osca, 25 metres. Una altra característica de la torre és que és de base pentagonal, element poc comú en aquest tipus de fortificacions.
- Castell de Falç.[11]